# منتخب الجزائر لكرة القدم المصغرة
منتخب الجزائر لكرة القدم المصغرة، هو منتخب وطني لكرة القدم المصغرة في الجزائر، والتي أسسها الاتحادية الجزائرية لكرة القدم، شارك في عدة بطولات أفريقية وعالمية.